# Lukáš Vácha
Lukáš Vácha (Praga, 13 maggio 1989) è un calciatore ceco, centrocampista dello Sparta Praga B.

## Caratteristiche tecniche
Mediano, può giocare anche come interno di centrocampo o avanzare fino al ruolo di trequartista.

## Palmarès

### Club

#### Competizioni nazionali
- Campionato ceco: 2

Slovan Liberec: 2011-2012
Sparta Praga: 2013-2014
- Coppa della Repubblica Ceca: 1

Sparta Praga: 2013-2014
- Český Superpohár: 1

Sparta Praga: 2014